# Namiętność panny Julity
Namiętność panny Julity (tytuł oryg. Miss Julie) – amerykańsko-brytyjski dramat filmowy z 1999 roku, powstały na podstawie sztuki Augusta Strindberga.

## Fabuła
Rok 1896, duży majątek szwedzkiej rodziny. Dzień przed nocą świętojańską jest zwyczaj wspólnego świętowania służby i wieśniaków. Jedna ze służących, kucharka Christine, czeka na swojego ukochanego, lokaja Jeana. Ale córka właściciela majątku, panna Julia, zatrzymuje go, by spełniał każdą jej zachciankę. Lokaj wplątuje się w romans z Julią.

## Główne role
- Saffron Burrows – panna Julia
- Peter Mullan – Jean
- Maria Doyle Kennedy – Christine